# Jeep Avenger
La Jeep Avenger est un crossover citadin du constructeur automobile américain Jeep présenté en 2022. Il s'agit du tout premier véhicule Jeep indisponible en 4 roues motrices à son lancement, et disponible en électrique. Elle est élue Voiture européenne de l'année 2023.

## Présentation

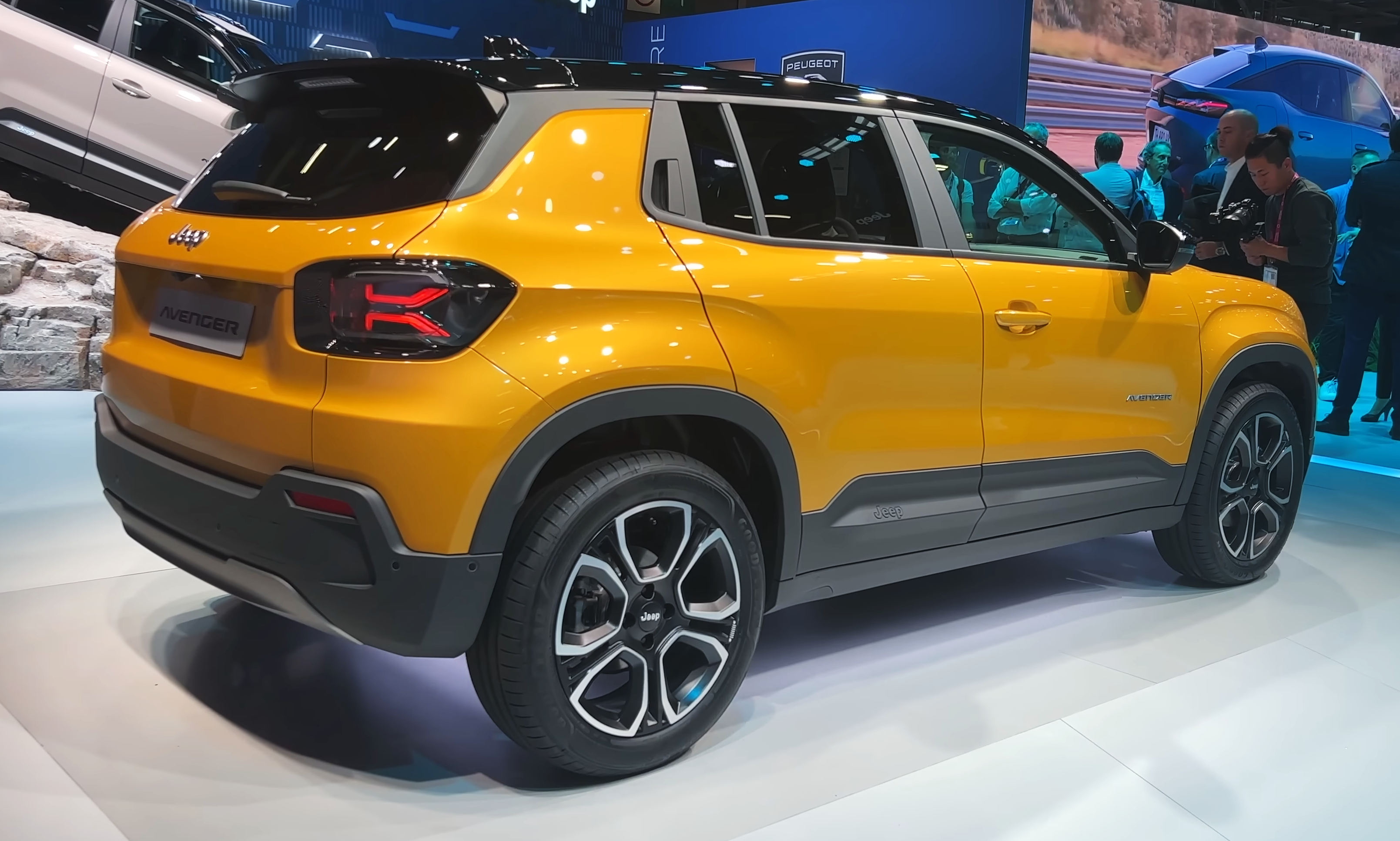
Jeep Avenger

Elle est officiellement présentée le 8 septembre 2022 et fait sa première apparition mondiale en octobre au Mondial de l'automobile de Paris 2022,. Les précommandes de l'édition de lancement débutent à cette occasion et la production de série débute en novembre. Le lancement commercial intervient en janvier 2023 et les livraisons au deuxième trimestre de la même année,. De décembre 2022 à février 2023, plus de 10 000 commandes sont enregistrées par Jeep.
Le 31 janvier 2023, le tout premier Avenger de série est produit dans l'usine polonaise de Tychy.
La Jeep Avenger est principalement destinée au marché européen et n'est pas commercialisée aux États-Unis, ni en Chine,. Elle est tout de même exportée vers plusieurs marchés hors d'Europe tels que la Turquie, le Maroc, le Japon et la Corée du Sud,.
Le véhicule cohabite dans la gamme européenne avec le Jeep Renegade, un autre SUV citadin lancé en 2014, mais l'Avenger est à la fois moins habitable et plus moderne, notamment grâce à une plate-forme reprise de ses cousins techniques de Stellantis permettant de proposer aisément une version électrique. Par ailleurs, l'Avenger est la plus petite Jeep jamais produite. La marque déclare souhaiter cibler une clientèle plus jeune avec l'Avenger et des familles avec des enfants plus âgés avec le Renegade.
Le nom Avenger est repris d'un précédent modèle du groupe Fiat Chrysler Automobiles, la familiale Dodge Avenger, et rappelle la franchise en vogue The Avengers des studios Marvel.

## Caractéristiques techniques
La Jeep Avenger est le premier modèle Jeep à être basée sur la plate-forme CMP de Stellantis également utilisée par d'autres crossovers citadins du groupe tels que la Peugeot 2008, la DS 3 Crossback/DS 3 II, la Fiat 600 ainsi que l'Opel Mokka. L’Avenger électrique est équipée de la nouvelle motorisation Nidec-PSA e-motors, proposant une autonomie de 400 km,.
L'Avenger a une garde au sol de 20 cm, et dispose de trois différents modes de conduite.
Il s'agit également de la première Jeep disponible uniquement en deux roues motrices (traction) à son lancement. Une déclinaison à transmission intégrale est toutefois annoncée à la révélation du véhicule en septembre 2022. Elle est dévoilée en mai 2024 et commercialisée à la fin de cette année. Elle dispose d'un bouclier avant redessiné (nouveau design, traitement anti-rayures, antibrouillards plus hauts), d'angles de franchissement accrus (angle d'attaque de 22°), d'une garde au sol 210 mm plus haute, de barres de toit et de sièges waterproofs. Un sticker de capot noir mat est disponible en option afin de réduire les reflets pouvant gênant la conduite. L'Avenger est le premier véhicule bâti sur plate-forme CMP à disposer d'une offre à 4 roues motrices,.

### Motorisations
À son lancement, la Jeep Avenger est équipée d'un moteur électrique de 115 kW (156 ch), fonctionnant sous une tension de 400 volts, et un le couple 260 N m. Le moteur est alimenté par une batterie d'une capacité de 54 kWh, lui autorisant une autonomie maximale de 400 km, et qui accepte la recharge jusqu'à 100 kW en continu.
Dans le même temps, une version à moteur essence 1.2 PureTech 100 ch est proposée sur certains marchés tels que l'Espagne ou l'Italie, pays où l'électrification du parc automobile est moins avancée que sur les autres marchés d'Europe de l'Ouest,. Cette motorisation est étendue à d'autres marches progressivement, y compris la France le 6 juillet 2023, le constructeur annonce la commercialisation de la Jeep Avenger essence, dans une nouvelle et unique finition Altitude+ avec le bloc essence 3 cylindres turbo de 1.2 PureTech de 100 ch accouplé à une boîte manuelle. Le tarif de l'Avenger passe ainsi de 39 000 € en électrique à 29 000 € en thermique.
Thermique
| Logo de Jeep                                      | Avenger               |
| Logo de Jeep                                      | 1.2 PureTech          |
| ------------------------------------------------- | --------------------- |
| Moteur                                            | 3-cylindres essence   |
| Alimentation                                      | Turbocompressé        |
| Cylindrée (cm3)                                   | 1 199                 |
| Puissance maximale ch (kW)                        | 102 (75)              |
| au régime de : (tr/min)                           | 5500                  |
| Couple maximal (N m)                              | 205                   |
| au régime de : (tr/min)                           | 1750                  |
| Boîte de vitesses                                 | Manuelle à 6 rapports |
| Transmission                                      | Traction              |
| Vitesse maximale (km/h)                           |                       |
| 0-100 km/h (s)                                    |                       |
| Consommation (L/100 km) urbain/extra-urbain/mixte | 5,6                   |
| Émissions de CO2 (g/km)                           | 125                   |
| Capacité du réservoir (L)                         |                       |
| Masse à vide (kg)                                 |                       |
| Norme environnementale                            | Euro 6d Temp          |

Électrique
| Type                                 | Synchrone à aimants permanents (Emotors) |
| Puissance moteur (kW)                | 115                                      |
| Puissance maximale (ch)              | 156                                      |
| Couple maximal (N m)                 | 260                                      |
| Transmission                         | Traction                                 |
| Vitesse maximale (km/h)              |                                          |
| 0-100 km/h (s)                       |                                          |
| Masse (kg)                           |                                          |
| Batterie                             |                                          |
| Type                                 | Lithium-ion (nickel-manganèse-cobalt)    |
| Capacité brute (kWh)                 | 54                                       |
| Capacité nette (kWh)                 | 51                                       |
| Autonomie mixte (WLTP) (km)          |                                          |
| Consommation mixte (WLTP) (l/100 km) |                                          |
| Temps de recharge                    |                                          |
| sur une Wallbox 11 kW                |                                          |
| sur une borne 100 kW (DC)            |                                          |
| Puissance maximale de charge         |                                          |
| en courant alternatif monophasé (kW) |                                          |
| en courant continu (kW)              |                                          |

## Finitions

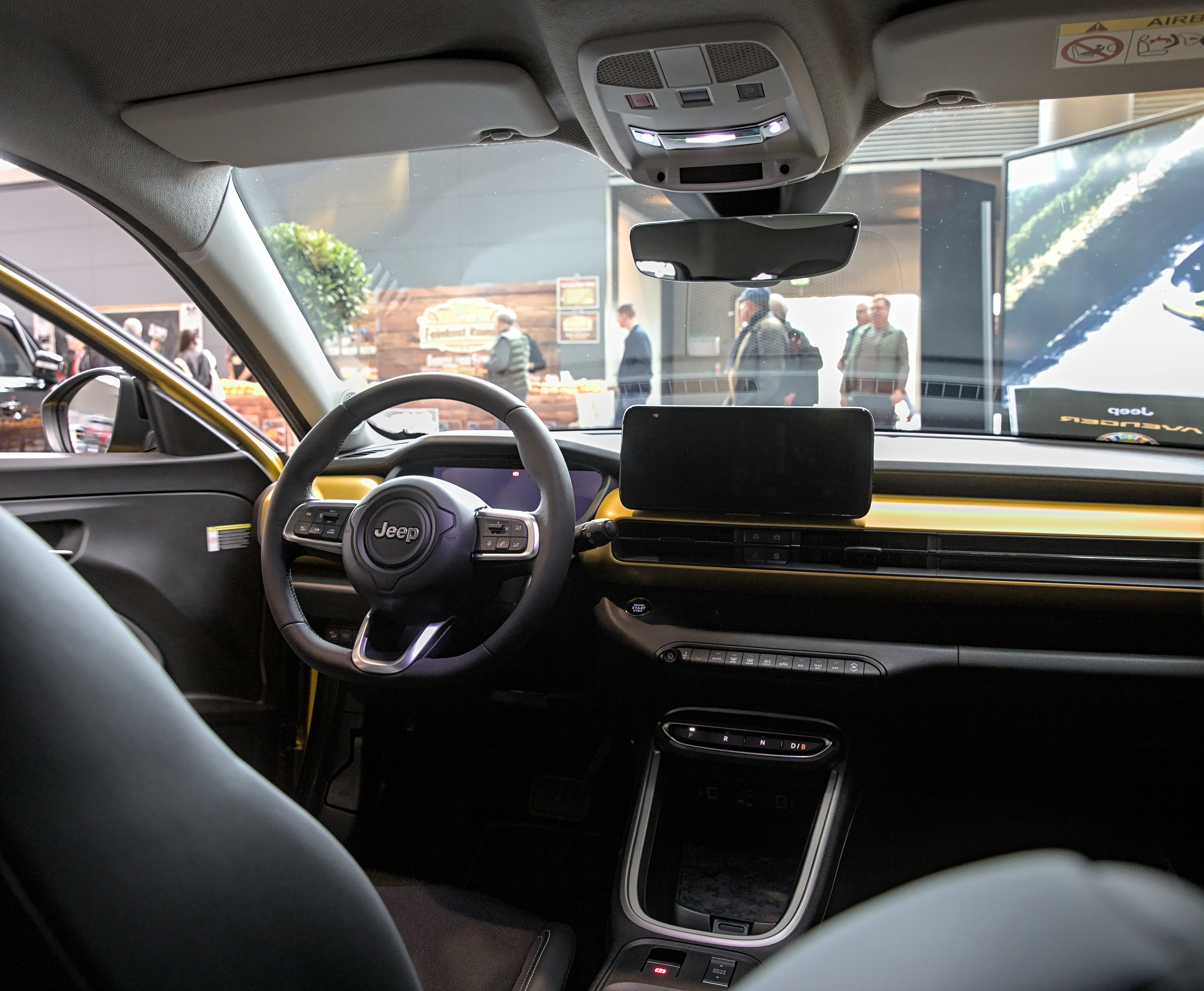
Intérieur

Finitions disponibles en France au lancement du véhicule :
- Avenger
- Longitude
- Altitude
- Altitude+ (Avenger 1.2 uniquement)
- Summit

### Séries spéciales
- 1st Edition (octobre 2022)[23],[6]

### Séries limitées
- The North Face (octobre 2024), limitée à 4 806 exemplaires en référence à l’altitude du Mont Blanc[24].

## Récompense
En janvier 2023, l'Avenger est élue Voiture de l'année 2023,.

## Concept car

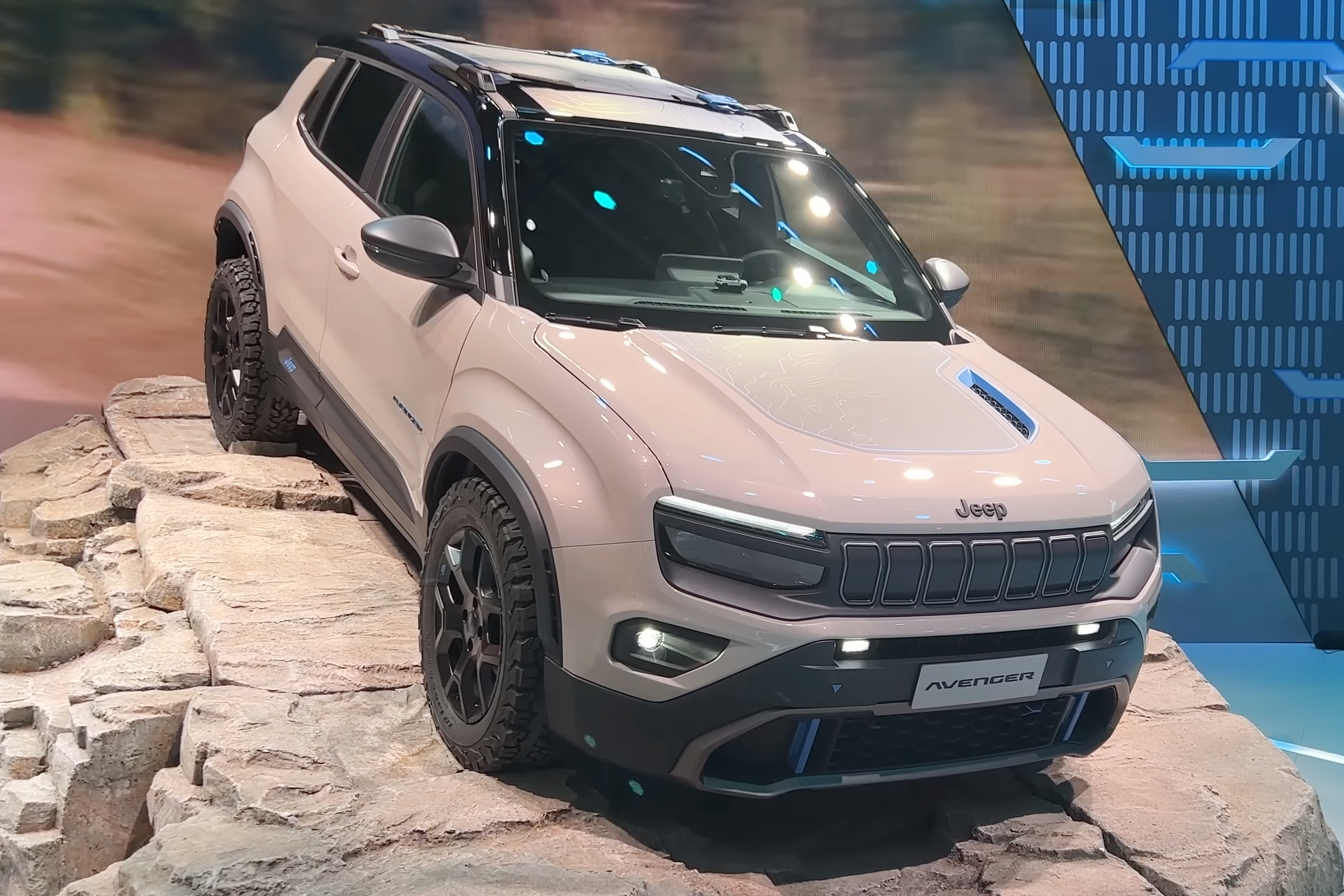
Jeep Avenger 4xe Concept

La version à quatre roues motrices de l'Avenger est préfigurée par le concept car Jeep Avenger 4xe Concept, présenté au Mondial de l'automobile de Paris 2022 en octobre. Il se distingue par des éléments de personnalisation plus typés tout-terrain (élargisseurs d'ailes, crochets de remorquage, pneus, système de chargement de toit) et par un rehaussement de 200 mm,.